# Agócsy László
Agócsy László (Szeged, 1906. február 27. – Pécs, 1993. február 7.) zenepedagógus, karnagy. Fontos szerepet játszott a Kodály-koncepció egyes elemeinek gyakorlatba történő bevezetésében.

## Élete
Agócsy István MÁV-alkalmazott és Szakáll Ida első gyermekeként a szegedi Felhő utca 4. szám alatt született. Az elemi első két osztályát Szegeden végezte, majd Horgosra került. Első zenetanára König (Király) Péter (Rosegg, Stájerország, 1870 – Szeged, 1940) volt, aki zongorára és zeneelméletre tanította.
A szegedi Dugonics András főgimnáziumban érettségizett, majd jogi egyetemre járt és elvégezte a kántorképzőt. 1926-tól 1959. május 10-ig a pécsi ferences templom kántora, 1926–1944-ig a Pécsi Polgári Fiúiskola tanára. 1927. március 30-án a Budapesti Zeneművészeti Főiskolán középiskolai énektanító oklevelet, a pécsi Erzsébet Tudományegyetemen állam- és jogtudományi végbizonyítványt szerzett. 1933. június 8-án vette feleségül Szigriszt Mária Valériát, majd 1934. július 27-én megszületett Erika lányuk.
1943/44-ben zeneelméletet és népzenét tanított a pécsi Egyetemen, 1945–1966-ig a pécsi Városi Zenekonzervatóriumban dolgozott. 1945-től kezdve gyűjtötte a magyar népdalokat, 1945 őszétől pedig Kodály Zoltán irányításával dolgozott a Kodály-koncepció gyakorlati bevezetésén Pécsett. 1947-ben tanítóképzői ének- és zenetanári oklevelet szerzett a Zeneművészeti Főiskolán. Nagy része volt abban, hogy 1967-ben Pécsett elindulhassanak a Jeunesses Musicales Nemzetközi Zenei Táborok(en), ahol magyarok és külföldiek a Kodály-koncepció gyakorlata szerint tanulhattak. Az 1964. június 26. és július 3. között az International Society for Music Education(en) (ISME), a Nemzetközi Zeneoktatási Szervezet konferenciáján, Budapesten Agócsy László bemutató tanítása prezentálta a Kodály-koncepciót a nemzetközi zenetudós társadalomnak.
1966 és 1971 között a Liszt Ferenc Zeneművészeti Főiskola Zenetanári Intézet pécsi tagozatán tanított. 1970–79-ig rendszeresen tartott módszertani kurzusokat Olaszországban és Spanyolországban. Szolfézs példatárai közül máig sok forgalomban van. A MÁV Nevelő- és Tápintézet énekkara, a Szegedi Egyetemi Kórus, a pécsi Szeráfi Kórus, a pécsi Polgári Fiúiskola Kórusa, a pécsi Zeneművészeti Főiskola Leánykara alapítója, az Éneklő Ifjúság mozgalom és a Zenélő Ifjúság Mozgalom társalapítója. Közeli rokona Poldini Ede zeneszerzőnek. Lánya Horváth Gyuláné Agócsy Erika zenepedagógus, veje Horváth Gyula karmester, unokája Horváth Csaba hegedűművész. 1971-es nyugdíjba vonulása után is aktívan részt vett Pécs zenei életében. Munkásságát számos díjjal jutalmazták. 1993. február 7-én hunyt el Pécsett. Nevét a pécsi Agócsy László Zeneiskola őrzi.

## Munkássága

### A karnagy
Hatodikos gimnazistaként vezetett először énekkart. 1926-tól a pécsi Polgári Fiúiskola Kórusának, 1928-tól a MÁV Ébredés Dalkör férfikarnak, 1929-től pedig a Szeráfi Kórusnak lett a karnagya Pécsett. 1930-ban ajánlották fel neki a Pécsi Dalárda karnagyi pálcáját, 1934-ben pedig a Pécsi Postatisztviselők Dalárdája vezetését vállalta el. 
1931-től legtöbbet a Szeráfi Kórussal koncertezett, és ez évtől kezdett Kodály-kórusművek bemutatásába is. 1931-ben a Süket sógor-t, a Lengyel László-t, és az Öt tantum ergó-t, 1932-ben pedig az Isten kovácsá-t és a Villő-t mutatták be a vezényletével először Pécsett. Az 1933-as Pécsi Ünnepi Játékok ünnepségsorozatban Gabriel Pierné Gyermekek keresztes hadjárata (La Croisade des Enfants) című oratóriuma pécsi bemutatóján Agócsy Polgári Fiúiskola kórusa működött közre.
Agócsy László és a Szeráfi kórus több magyarországi ősbemutatón is közreműködött. Ilyenek voltak pl. Agócsy Mater glorificata, vagy Sass Dezső Szent Ferenc Naphimnusza c. művei. A karnagy 1938/39-re országos hírnévre tett szert. Ebben közrejátszhattak a budapesti Rádióban tartott hangversenyek (pl. 1934),  az élő rádióközvetítések (pl. 1938, 1942) és a fővárosi sajtó méltató sorai, amelyeket Bárdos Lajossal közös hangversenyéről írtak (1937, Esti Újság, Nemzeti Újság).
1945 őszén Kodály Zoltán feleségével hosszabb ideig tartózkodott Pécsett. Jelenlétében és tiszteletére adta elő a Szeráfi Kórus Agócsy vezényletével az Öt tantum ergó-t, október 21-én pedig a Missa Brevis-t mutatták be a Pécsi Székesegyházban. 1950/51-től a Zeneművészeti Szakiskola Lánykarát vezette. A női kar repertoárján főként Agócsy személyes barátja: Bárdos Lajos és Kodály művei szerepeltek. Ők köszöntötték 1953-ban, Pécsre érkezésekor Kodályt, a Nagyszalontai köszöntő előadásával.  
Az Éneklő Ifjúság mozgalom 40 éves évfordulóját ünnepelte 1967-ben. Az alkalomra dr. Vargha Károly Daloló tavasz című költeményét Bárdos Lajos zenésítette meg. Az alkalmi, pécsi énektanárokból álló kórust Agócsy vezényelte 1967. május 6-án, Bárdos jelenlétében. Kórusaival számos díjat nyert: 1930 – Aranyérem, Vándordíj (MÁV Ébredés Dalkör), 1936 ‒ Liszt Ferenc Dalosverseny Kormányzó-díjas csoportverseny győztese, vegyes kari kategória, I. díj (Szeráfi Kórus), 1938 ‒ I. díj az ezüstérmes férfikarok közül (MÁV Ébredés Dalkör), 1940/41 ‒ „Aranyérmes csoport” I. díj (Szeráfi Kórus), stb. 1971-es nyugdíjba vonulása után főként zenepedagógiai munkásságát folytatta Magyarországon és külföldön is.

### A zenepedagógus, a Kodály-koncepció bevezetése
Agócsy Szegeden találkozhatott először Kodály munkásságával. 1926-tól, pécsi gyakorló tanárként azt tapasztalta, hogy mind a tanításhoz, mind az énekkari munkához kevés zeneileg és zenepedagógiailag jó minőségű tananyag áll a szakemberek rendelkezésre. 1928/29 körül hallott Kodály új kórusműveiről, akinek 1929. január 7-én küldött levelet, hogy a Süket sógor c. kórusművét elkérje. Kodály válaszával kezdődött hosszú, eredményes szakmai kapcsolatuk. 
1945 őszén, a pécsi városvezetés meghívására, Kodály és felesége hosszabb ideig vendégeskedtek Pécsett. A pécsi zenészek értesülvén erről, felvették Kodállyal a kapcsolatot, aminek köszönhetően Maros Rudolf, Weininger Margit és Agócsy László szeptember végén elkezdte a Kodály-koncepció gyakorlati megvalósítását három, 8-9 éves gyermekekből álló csoporttal. Kodály a munka minden lépésénél jelen volt, naponta bejárt az iskolába, irányította a munkát. 1945. október 27-én Pécsett, a mai Leőwey Klára Gimnázium, az akkori Notre Dame zárda nagytermében Agócsy László előképzős szolfézs csoportja mutatta be a kodályi elképzeléseket, elveket a gyakorlatban. Az előképzős csoport tagja volt Agócsy László lánya: Agócsy Erika is. Az eredményekről Agócsy a Zenepedagógia hasábjain számolt be 1948 májusában Beszámoló a pécsi Zenekonzervatórium zenei előképzőjének három évéről címmel. További tapasztalatairól a Játékos zenetörténet tanulmányában írt. Zenei íróként is tevékenykedett, többek között a Dunántúl c. lapnak is dolgozott. 
Az 1950-es Békéstarhosi Konferencián Agócsy és Molnár Antal a Kodály-koncepció bevezetésével kapcsolatosan tartott beszámolóiból kiderült, hogy a koncepció további megvalósításának akadálya leginkább a megfelelő tananyag hiányában keresendő. Ezért Agócsy több kollégájával látott neki a szolfézs példatárak és más segédanyagok elkészítésének. Az összegyűjtött és szerkesztett kéziratokat Kodály budapesti, a Köröndön lévő lakásában ellenőrizte, javította. 1952 végére már jelentős mennyiségű segédanyag gyűlt össze. Az 1952/53-ban megjelent alapfokú és az 1955-ben kiadásra került Szolfézs Példatárak-at Agócsy és munkatársai Kodály Zoltánnak ajánlották. (A többi gyűjteményt lásd: Művei.) 1953-as, pécsi látogatásakor Kodály kifejezte a koncepció megvalósításának sikere felett érzett örömét, és sürgette egy ének-zenei általános iskola létrehozását Pécsen. Ez végül a Pedagógiai Főiskola Gyakorló Iskolájában, Péczely Lászlóné igazgatása alatt, 1954-ben jött létre. 
1964. június 26. és július 3. között A. L. bemutató tanításából ismerhette meg a nemzetközi zenei élet Kodály koncepcióját az ISME budapesti konferenciáján. Pécsett 1967-ben indultak a Jeunesses Musicales Nemzetközi Zenei Táborok, ahol Agócsy László és kollégái a magyaroknak és külföldieknek tanítottak szolfézst, s 1970-től Agócsy László már Olaszországban, Spanyolországban is terjesztette a koncepciót.
A zenepedagógus nyugdíjba vonulásáig folytatta a tanítást. Munkásságáról Pécsett Agócsy Szimpozium-ok és Kodály-konferencia megtartásával emlékeztek meg. (2010, 2011: Agócsy Szimpozium, PTE MK, Zeneművészeti Intézet, 2013: Kodály-konferencia, Pécs, 2014: Agócsy László Emlékezete Pécsett.)

## Művei
- Forrjon össze dalban ajkunk, Zúgnak a tárnák, búgnak a gyárak (cserkészdalok, 1922)
- Agócsy-Ormos: Csapatinduló (1927)
- Mater glorificata (vegyes karra, 1933)
- Mondj szívem dalt és Ó Mária, drága név (a Harmónia Sacra gyűjteményben, 1934)

Az általa gyűjtött népdalok az Arra alá a Baranya szélen című gyűjteményben, 37 népdal a Középfokú Szolfézs Példatár-ban, Bárdos Lajos: Gyöngyvirág, és Hajdú Mihály: Viola című daloskönyvében jelentek meg. 
- Agócsy László-Horváth Mihály-Nyolczas Ipoly: A muzsika kézikönyve (1946-ban írták, de nem került kiadásra)
- Agócsy László, Horváth Mihály közreműködésével: Olvasókönyv a szolmizálóknak (1950)
- Agócsy László-Irsai Vera-Szőnyi Erzsébet: Szolfézs Példatár 1-2., Alsófok (1952/53)
- Agócsy László-Halász Kálmán-Czövek Erna-Hajdu Mihály: A középfokú szolfézs útmutatója (1953)
- Szolfézs Középfok I-IV. (1955)
- Olvasókönyv a szomizálóknak (szerk., 1961)
- Agócsy László-Irsai Vera: Énekeljünk – muzsikáljunk (1962)
- Szállj szép énekszó (madrigálgyűjtemény, 1963)

## Díjai, elismerései
- Kiváló tanár (1966)
- A Baranya Megyei Tanács Közművelődési Díja (1982)
- A Munka Érdemrend Arany-fokozata (1986)
- A Kodály Társaság kitüntetése (1986)
- Gyémántoklevél – A. L. esetében a 61 éves tanári munka elismeréseként (1987)
- Amtmann Prosper-díj (1991)
- A Magyar Köztársaság Zászlórendje (1991)